# Ernst Philipp von Kiesenwetter
Ernst Philipp von Kiesenwetter (* 27. Januar 1792 in Leippa; † 12. Dezember 1840 in Reichenbach/O.L.) war ein sächsischer Majoratsherr, Herr der Stadt Reichenbach. Kiesenwetter war von 1833 bis 1840 Mitglied der Zweiten Kammer der Sächsischen Ständevertretung und ab 1839 deren Vizepräsident. Er wurde 1826 Verweser des freiweltlich-adeligen evangelischen Fräuleinstifts Joachimstein zu Radmeritz.

## Leben

### Familie
Die Familie Kiesenwetter ist ein Adelsgeschlecht aus dem Kurfürstentum Sachsen. Hieronymus Khisewetter erhielt als kursächsischer Stiftskanzler in Merseburg den rittermäßigen Adelsstand per Diplom, ausgestellt am 1. Januar 1565 zu Wien. Die Familie teilte sich während des 17. Jahrhunderts in zwei Linien.
Ernst Karl Gotthelf von Kiesenwetter (* 4. Juni 1757 in Weicha (heute Ortsteil von Weißenberg)) aus der zweiten Linie zu Leippa war Herr auf Reichenbach in der Oberlausitz, Leippa und Zschillichau. Er starb am 30. Dezember 1821 in Bautzen als königlich sächsischer Oberamtsregierungspräsident. Am 6. Mai 1787 heiratete er Albertine Friederike Leopoldine von Buch aus dem Hause Tornow (* 16. Juni 1765; † Juni 1838 in Bautzen). Sie waren die Eltern von Ernst Philipp. Er hatte noch zwei Brüder und eine Schwester. Der Entomologe Ernst August Hellmuth von Kiesenwetter war sein Neffe, ein Sohn seines jüngeren Bruders.

### Beruflicher Werdegang
Kiesenwetter wurde zunächst von Hauslehrern unterrichtet. Ab 1807 besuchte er die Bergakademie Freiberg, wo er Kameralwissenschaften studierte. Nach vier Semestern wechselte er für ein Jurastudium an die Universität Wittenberg, das er schließlich an der Universität Leipzig beendete. Anschließend wurde er Volontär bei der königlich sächsischen Oberamtsregierung, diente aber schon wenig später während der Koalitionskriege als Leutnant in der Sächsischen Armee. Nach einem Übertritt in die Preußische Armee im Frühjahr 1814, wurde er Unterleutnant in der Landwehr und nahm nach Kriegsende als Rittmeister seinen Abschied.
Nach dem Tod seines Vaters wurde Kiesenwetter 1823 Fideikommissherr der väterlichen Güter, die während der Koalitionskriege stark gelitten hatten. Er förderte die Ansiedlung von Industriebetrieben, gründete aber auch gemeinnützige Einrichtungen. 1826 wählten ihn die Stände der Oberlausitz einstimmig zum Verweser des freiweltlich-adeligen evangelischen Fräuleinstifts Joachimstein zu Radmeritz. Als solcher wurde er 1833 in die Zweite Kammer der Ständeversammlung, den Ersten Landtag im Königreich Sachen gewählt. Er war einer von fünf Abgeordneten der Rittergutsbesitzer des Oberlausitzer Kreises. Auch für den folgenden Zweiten Landtag 1836 und für den Dritten Landtag erhielt er ein Mandat als Abgeordneten der Rittergutsbesitzer, wobei ihm ab 1839 gleichzeitig das Amt des Vizepräsidenten der Kammer übertragen wurde.
Er starb am 12. Dezember 1840 in Reichenbach in der Oberlausitz, im Alter von 48 Jahren, im Kreise seiner Familie. Er litt schon längere Zeit an einem Herzpolypen, an dem er schließlich erlag.

### Ehe und Nachkommen
Ernst Philipp von Kiesenwetter heiratete am 23. Juli 1818 in Merseburg die Gräfin Ernestine Adelheid Mathilde von Reuß-Köstritz (* 25. August 1795 in Köstritz; † 15. April 1875 in Dresden), Tochter des königlich bayerischen Obersten Graf Heinrich XLVIII. Reuß zu Köstritz (* 1759; † 1825). Sie führte den Titel Baronin von Kiesenwetter. Ihr Bruder war Fürst Heinrich LXIX. zu Reuß-Köstritz. Das Paar hatte sechs Kinder, vier Töchter und zwei Söhne.
Die erstgeborene Hedwig Marie Henriette (* 8. Juli 1819 in Reichenbach/O.L.; † 18. April 1886 in Breslau) heiratete 1844 den späteren Reichstagspräsidenten des Deutschen Kaiserreiches Otto Theodor von Seydewitz. Ihre jüngere Schwester Irmgard Isidore (* 6. Oktober 1829 in Reichenbach/O.L.; † 6. Oktober 1903 in Hosterwitz) ehelichte 1849 den späteren US-amerikanischen General Friedrich von und zu Egloffstein (1824–1885).
Der jüngste Sohn Ernst Clemens von Kiesenwetter (* 19. September 1827 in Reichenbach/O.L.) diente als Offizier in der Preußischen Armee. Er starb am 27. Juni 1895 in Wiesbaden als königlich preußischer Oberst zur Disposition. Aus seiner 1871 geschlossenen Ehe mit Sophie Luise Margarete von Haugwitz, einer Tochter von Ernst von Haugwitz, gingen zwei Söhne und zwei Töchter hervor.